# Urška Ferligoj
Urška Ferligoj, född 1526, död 1544, var en slovensk visionär. 
Hon var herdinna i Slovenien. Hon fick 1539 en uppenbarelse från jungfru Maria som uppmanade henne att grunda en kyrka. Myndigheterna fängslade henne för att stoppa hennes predikningar. Hon lyckades rymma gång på gång, och sade att det var tack vare jungfru Maria. Myndigheterna lät till slut uppföra en kyrka. Hon avled strax efter dess invigning. Hon fick därefter rykte om sig som ett helgon.